# Marina Echebarría Sáenz
Marina Echebarría Sáenz   (Sant Sebastià, 1970) és catedràtica de dret mercantil de la Universitat de Valladolid i una activista LGBTI basca. El 2020, va esdevenir la primera dona trans catedràtica d'Espanya.

## Trajectòria
Va estudiar Dret a la Universitat de Deusto i es va doctorar en la Universitat de Valladolid amb una tesi titulada El contrato de franquicia delimitación y contenido de las relaciones internas. És directora del departament de dret mercantil en la Facultat de Dret de la mateixa Universitat de Valladolid, on ha estat professora titular. El 2020, va aconseguir d'acreditar-se com a catedràtica, així que és la primera dona trans a Espanya amb aquesta posició.
Ha escrit i coordinat vuit llibres i més de seixanta articles en revistes científiques i capítols de llibres, ha participat en onze projectes de recerca, en onze convenis i en multitud de conferències, cursos i seminaris sobre diversos temes jurídics. Com a activista pels drets LGBT+, particularment pels drets del col·lectiu trans, ha col·laborat en la redacció de diferents lleis autonòmiques d'identitat de gènere, i va formar part en tant que experta del grup de treball que va assolir l'aprovació de la rectificació registral de l'esment relatiu al sexe de les persones en la llei per a la igualtat efectiva de dones i homes. Igualment, ha participat en molts fòrums nacionals i internacionals en matèria d'identitat.
És, a més, integrant de l'Institut d'Estudis Europeus (Universitat de Valladolid) i de la Xarxa Acadèmica de Dret de la Competència. Està especialitzada en dret de la distribució comercial, dret de la competència i dret informàtic, sobre els quals ha publicat textos.
El setembre del 2022, va ser nomenada secretària de Drets i Llibertats LGBTIQ+ de la plataforma política Sumar.

## Obra
- 1995 – El contrato de franquicia: definición y conflictos en las relaciones internas. McGraw-Hill Interamericana de España. ISBN 84-481-1646-1.
- 2001 – El comercio electrónico. Edisofer. ISBN 84-89493-57-X.
- 2011 – La aplicación privada del derecho de la competencia. Lex Nova. ISBN 8498983398.
- 2011 – Private Enforcement of Competition Law. ISBN 8498983339.